# Come intendo il Museo Didattico nell'educazione dell'infanzia e della fanciullezza
Come intendo il Museo Didattico nell'educazione dell'infanzia e della fanciullezza è un libro pubblicato a Brescia dall’educatrice e pedagogista Rosa Agazzi nel 1922. Si tratta di un'opera dedicata a giovani educatori che vanno ad insegnare nella Scuola dell'infanzia.

## Contenuto

### Parte I: Per l'osservazione
- Una cosa e la sua immagine, Si tratta la percezione di un oggetto dopo aver visto un'immagine, che deve essere una riproduzione credibile, affinché il bambino comprenda che le cose che lui conosce nel mondo reale, possono essere anche rappresentate all'interno di immagini. Si possono proporre ai ragazzi anche oggetti che si assomigliano per quanto riguarda il nome, il colore, la forma o il materiale.
- Il colore, si propongono ai bambini dei prodotti che hanno lo stesso colore, (esempio: il colore nero, che assimila il carbone, l'inchiostro e la penna di corvo). Si può anche insegnare al fanciullo come distinguere i colori, presentandogli scatole piene di oggetti, che il bambino dovrà suddividere ed abbinare. Si insegna anche ad applicare il colore a vari tessuti attraverso i fili. Si può infine spiegare al bambino che un oggetto può essere di un colore, come di un altro (es, l'inchiostro è di solito nero, ma può essere anche rosso o blu).
- La materia, si possono offrire ai bambini delle palline di diversi colori, dimensioni e materiale, affinché, ancora, il bambino impari a distinguere i vari oggetti. Il bambino può inoltre riconoscere varie tonalità di colore. Gli verrà infatti offerto un cartoncino di un colore e di una materia particolare, che dovrà confrontare con quello di un compagno. Un altro esercizio potrebbe essere il presentare al bambino un cartoncino con su un oggetto e la materia che lo compone. Si insegna al bambino come osservare la materia, che è ovunque sulla terra. Il bambino tocca con mano le varie cose e impara a separarle in base al modo in cui sono fatte. Infine il bambino scopre che uno stesso oggetto può essere fatto in materie diverse, o che un oggetto può divenire polvere.
- La forma, si tratta del terzo concetto dopo colore e materia, ma è il più complesso da insegnare. Un esercizio può essere dare l'incarico al bambino di fare dei mucchietti di oggetti in base alla forma di oggetti che gli si presentano davanti. Il bambino può inoltre praticare il disegno delle forme su dei tessuti.
- Esercizi sulle dimensioni, qui i bambini imparano a distinguere tra le cose grandi e quelle piccole, contrapponendo vari oggetti che gli vengono dati. Tra le varie differenza ad un certo punto si dovrà anche aggiungere un esercizio che propone di distinguere le varie gradazioni (ordini) di un oggetto. Si tratta dell’esercizio più difficile, per questo si propone per ultimo. Per misurare le lunghezze delle cose, il bambino può far pratica con una fettuccia di stoffa, che sarà un rudimentale metro.
- Confronti tra uguaglianze e differenze, l’insegnante prende una scatola piena di oggetti uguali, ai quali aggiunge un qualcosa con lo stesso nome, ma che differisce in colore, materia o dimensione. Il compito del bambino è di comprendere quale sia la differenza.
- Memoria delle cose e delle immagini, praticare il gioco del memory con i bambini. A ogni ragazzo viene assegnato un oggetto, che dovrà abbinare o ad un oggetto gemello, oppure, dovrà riconoscere il proprio utensile in un vasto insieme.

### Parte II: Per la lingua
L’autrice consiglia all’inizio di evitare di riempire la memoria del bambino di nuovi nomi, sarebbe meglio spiegargli la corretta pronuncia dei lemmi già si conosce.
- Pronuncia. Nell’insegnamento del linguaggio ci sono due fattori fondamentali: 1) il docente deve essere in grado di farsi imitare dai ragazzi, 2) gli esercizi devono essere giusti. Chi si focalizza troppo nella scrittura conosce l’errore, ma non il rimedio. L’insegnante deve parlare il più chiaramente possibile, evitando di mangiarsi le parole o di scendere in dialettalismi. Il bambino che non riesce a parlare perfettamente può essere aiutato tramite esercizi individuali. L’autrice consiglia di partire dalle singole sillabe, che poi diverranno con la pratica parole vere e proprie. L’insegnante dovrebbe mostrare alla classe un oggetto, scandendo perfettamente le sillabe che lo compongono, per poi lasciare che i bambini ripetano.
- Applicazione dell’articolo al nome, è scorretto pronunciare nome e articolo come fossero una sola parola, infatti il bambino, una volta abile nel primo esercizio, imparerà anche ad applicare a ogni sostantivo il giusto articolo. È bene anche che il bambino impari in seguito anche la corretta distinzione delle preposizioni articolate e quando utilizzarle.
- La famigliarità del linguaggio deve precedere l’apprendimento dell’alfabeto, l’autrice insiste sul fatto che è importante prima imparare a parlare e poi imparare a scrivere.
- Genere maschile e femminile, per imparare l’applicazione dell’articolo l’insegnante deve presentare ai bambini cose di un determinato genere, per poi passare all’altro.
- Singolare e plurale, un’attività può essere rappresentare in delle carte alcuni oggetti, così che il bambino ne peschi uno e dica ad alta voce cosa rappresenta e il suo plurale.
- Parole difficili, si prendono immagini di oggetti che hanno nel nome s impura o z, il docente dirà la corretta pronuncia più volte, favorendo la memoria uditiva del giovane.

### Parte III: Per la lingua e l'osservazione
- Contrapposti e qualità delle cose, in particolare tra oggetti che sono tra loro contrari, mettendo in luce i veri e propri attributi delle cose. Ogni lemma in contrapposizione può portare a interessanti riflessioni. Confrontando il bianco e il nero farà notare ai bambini che un oggetto può apparire in più colori. Al contempo il bambino deve sapere che esistono qualità che appartengono ad un solo oggetto, ad esempio si possono portare ai bambini tanti tipi di mela e il piccolo dovrà capire quale sia rossa, quale gialla, quale intera e quale ammaccata, ecc. I bambini impareranno poi che esistono strumenti necessari alla vita di tutti i giorni, oggetti fragili, oggetti pericolosi e strumenti che servono per il lavoro.
- Mestieri e professioni, esercizi che offrono la possibilità di accomunare tanti oggetti ad un solo lavoro.
- Le azioni, esercizi che permettono al bambino di pensare ad un solo oggetto e all’azione che compie. In uno degli esercizi un bambino deve rispondere al desiderio dei compagni, o deve cercare un oggetto chiesto dal proprio amico a partire dall’azione (es “cercami ciò che serve per pulire la faccia”). Tutti questi esercizi preparano il bambino all’astrazione. Il docente può mostrare al bambino azioni espresse dal singolo, tramite delle illustrazioni che riportano una persona che fa qualcosa, per poi passare a illustrazioni che mostrano più persone che svolgono ognuna una mansione diversa o che svolgono insieme la stessa attività.
- Le sorprese, attraverso il gioco si fa una gara di linguaggio. Il docente porta a scuola molti oggetti, ciascuno farà scaturire nell’alunno alcuni pensieri, che porteranno a creare una filastrocca.
- Materiale preparato per aiutare l'educazione del sentimento, si parla di lezioni di carattere affettivo, all'interno delle quali si cerca di educare al meglio i bambini, facendo vedere delle immagini di come si comporta il fanciullo educato e come si comporta il cattivo ragazzo. Si mostrano inoltre famiglie amorevoli e il ribrezzo nei confronti dei vizi.
- Intuizione della quantità, si applica per i numeri da uno a dieci. All'interno di una busta si pone una quantità di oggetti rappresentati in un'immagine. Il bambino dovrà prendere la busta e dire ad alta voce ai propri compagni il nome e il numero delle figure che ci sono nella sua immagine.
- Più cose di diverso nome, I bambini si ritrovano davanti ad una serie di cartoncini allineati. Lo scopo dell'attività è quella di abituare i bambini a vedere le cose in piccole quantità, come si presentano di solito nella vita di tutti i giorni.

### Parte IV: Ore e occupazioni tranquille
L’autrice qui parla dei momenti che si alternano alla frenesia della vita dei bambini. Il suo consiglio è di lasciare che i bambini passino del tempo all’aria aperta in tranquillità. Troviamo varie proposte di attività da svolgere coi bambini immersi nella natura:
- Album preparati dall’educatrice, l’insegnante dovrà creare almeno un album per ogni alunno, riciclando carta che andrebbe altresì buttata, l’album dovrà avere al suo interno un panorama o delle scene di vita quotidiana di carattere educativo. Quando si avranno sufficienti copie, l’insegnante creerà una biblioteca dove conservare tutti gli album, che i bambini dovranno consultare con la massima cautela, infatti la maestra dovrà controllare al momento della consegna che esso non sia danneggiato o rovinato.
- Sacchetto dei lupini, i bambini nel tempo libero potranno usare i lupini per creare disegni a proprio piacimento. L’autrice suggerisce anche altri materiali con cui sviluppare la creatività e il senso estetico dei ragazzi, come semi e pasta, con i quali si possono creare corolle di fiori.
- La mondatura del riso, si dice ai bambini di pulire per bene il riso che poi verrà cotto.
- Preparare carta lacerata o tagliata con tagliacarte, dopo aver raccolto della carta da riciclare si spiega ai bambini che si può non solo lacerare la carta, ma anche tagliarla con appositi strumenti, educandoli alla civiltà. Si può anche insegnare ai bambini a fare pacchetti.
- Il lavoro manuale propriamente detto, fondamentale per l’autrice, che consiglia di praticare questa attività cercando di non sprecare nulla, ma di far nascere nel bambino invece la passione nel creare da solo le proprie cose. I piccoli possono creare di tutto, a partire da oggetti di utilità quotidiana fino a giocattoli. L’insegnante deve fornire il materiale, come la fondamentale colla.
- La tombola oggettiva, l’autrice afferma di non apprezzare i giochi che portano al guadagno, ma considera comunque la tombola un gioco istruttivo. La scrittrice spiega che nella tombola non vince chi è più bravo, ma chi viene eletto dalla fortuna, per tanto il docente dovrà essere in grado di cercare di predicare l’imparzialità e limitare le gelosie che si possono creare durante il gioco. Per mantenere sempre alto l'interesse dei ragazzi verso il gioco, la maestra può creare tanti tipi diversi di tombola.
- L'emporio, Si inseriscono vari oggetti all’interno di un piccolo spazio, si tratta di una attività che deve portare i bambini verso un interesse per i vari oggetti, specie se ritrova cose che rispecchiano i suoi gusti.
- Norme da seguirsi nell’uso di questo museo. La maestra (o un ragazzo appositamente eletto) distribuisce ai bambini una serie di oggetti, anche creati a mano. Gli oggetti passeranno da bambino a bambino, con estrema cautela ed ordine. Gli oggetti potranno essere riposti su una mensola decorata. Tutto il materiale presenta un'etichetta che ne spiega la funzione e va classificato in luoghi appositi. bisogna fare attenzione a sostituire quegli oggetti che possono degradarsi con il tempo. Alcuni oggetti di conservazione dei materiali possono essere:                                                                                                      LA SCATOLA INDIVIDUALE, una per ogni bambino in cui si possano custodire degli oggetti. Compito dell'alunno sarà ordinare, spolverare e classificare tutto il contenuto della scatola con la massima cura. LA SALA DA GIOCO, la sua funzione nel museo è di contenere giochi o oggetti di natura educativa, sia dal punto di vista dell'istruzione, che dal punto di vista delle faccende domestiche o attività della vita quotidiana.